# 阿茹 (阿尔代什省)
阿茹（法語：Ajoux，法語發音：[aʒu]）是法国阿尔代什省的一个市镇，属于普里瓦区。

## 地理
阿茹（44°45'24"N, 4°29'37"E）面积12.2 平方千米，位于法国奥弗涅-罗讷-阿尔卑斯大区阿尔代什省，该省份为法国东南部内陆省份，北起顺时针与卢瓦尔省、伊泽尔省、德龙省、沃克吕兹省、加尔省、洛泽尔省和上盧瓦爾省接壤。
与阿茹接壤的市镇（或旧市镇、城区）包括：克雷塞耶、古尔东、伊萨穆朗、普谢尔、圣艾蒂安德塞尔、圣于连迪加。

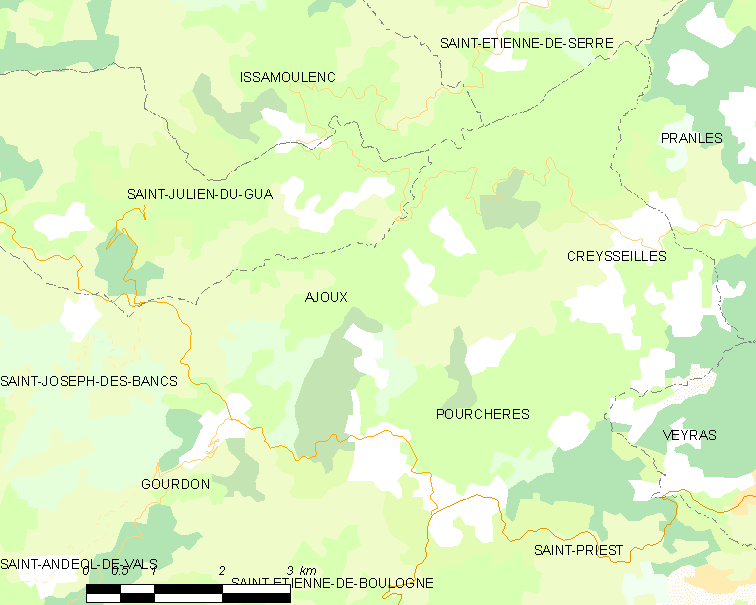
的OSM定位图

阿茹的时区为UTC+01:00、UTC+02:00（夏令时）。

## 行政
阿茹的邮政编码为07000，INSEE市镇编码为07004。

## 政治
阿茹所属的省级选区为普里瓦县。

## 人口

1962-2008年间人口变化图示

阿茹于2022年1月1日时的人口数量为78人。